# Latulipe-et-Gaboury
Latulipe-et-Gaboury (en español Latulipe y Gaboury) son un cantón unido de la provincia de Quebec, Canadá. Está ubicado en el municipio regional de condado de Témiscamingue y a su vez, en la región administrativa de Abitibi-Témiscamingue. Hace parte de las circunscripciones electorales de Rouyn-Noranda - Témiscamingue a nivel provincial y de Abitibi-Témiscamingue a nivel federal.

## Geografía
Latulipe-et-Gaboury se encuentran en las coordenadas 47°24′00″N 79°00′00″O / 47.40000, -79.00000. Según Statistique Canada, tiene una superficie total de 269.11 km² y es una de las 1135 municipalidades en las que está dividido administrativamente el territorio de la provincia de Quebec.

## Demografía
Según el censo de 2011, había 304 personas residiendo en este cantón con una densidad poblacional de 1.1 hab./km². Los datos del censo mostraron que de las 333 personas en 2006, en 2011 el cambio poblacional fue de 29 habitantes (-8.7%). El número total de inmuebles particulares resultó de 202 con una densidad de 0.75 inmuebles por km². El número total de viviendas particulares que se encontraban ocupadas por residentes habituales fue de 141.